# Athens Open 1987
L'Athens Open 1987 è stato un torneo di tennis giocato sulla terra rossa. È stata la 2ª edizione del torneo, che fa parte del Nabisco Grand Prix 1987. Si è giocato ad Atene in Grecia dal 15 al 22 giugno 1987.

## Campioni

### Singolare maschile
Guillermo Pérez Roldán ha battuto in finale  Tore Meinecke con il punteggio di 6–2, 6–3

### Doppio maschile
Tore Meinecke /  Ricki Osterthun hanno battuto in finale  Jaroslav Navrátil /  Tom Nijssen con il punteggio di 6–2, 3–6, 6–2